# Campeonato Mundial de Patinaje de Velocidad sobre Hielo en Distancia Individual de 2027
El XXV Campeonato Mundial de Patinaje de Velocidad sobre Hielo en Distancia Individual se celebrará en Pekín (China) entre el 25 y el 28 de febrero de 2027 bajo la organización de la Unión Internacional de Patinaje sobre Hielo (ISU) y la Federación China de Patinaje sobre Hielo.